# 福州市初中毕业会考、高级中等学校招生考试
福州市初中毕业会考、高级中等学校招生考试，简称福州中考，是中华人民共和国福建省福州市所有应届完成九年义务教育的初中毕业学生都必须要参加的统一考试。同时，往届初中毕业生和在外市就读的福州市户籍初中毕业生也可以报名参加考试。该考试由福州市中等学校招生委员会办公室负责，由福州市教育研究院组织各科命题组命题，全市统一进行考试（体育科及实验或技术考查除外），并由福州市教育研究院统一组织网上阅卷。福州中考包含全市统考的语文、数学、英语、物理、化学、体育、思想品德、历史、地理、生物十个项目，此外还要进行一些在各校内进行的实验或技术考查。
福州中考普通文化科目的考试时间为每年6月，体育考试项目的考察时间为4月中下旬，其余大部分实验或技术考查考试时间为5月。这场考试不仅是初中毕业考试，更是高中入学考。

## 准备与流程

### “小中考”
福州市的考生在读初二时就需要参加地理、生物两个科目的中考，
这场考试於每年6月举办。其名称为福州市初中地理、生物学业统一考试，也被称为“小中考”。
地理生物列入中考始于2004年。
考试前，监考老师需要参加培训；考点和考场布置根据《考试通知》，要做到“既严格又和谐”；考点内设立主考办公室、试卷保密室、咨询处、医务室、考生休息处、茶水供应处、自行车停放处等服务设施；考务人员要考场门旁贴上考场序号和考生名单，以便于考生查找。
地理科考试时间为下午3时整至4时整，生物为下午4时40分至5时40分。2015年之前，生物科开考与结束时间比上述时间早十分钟。2017年起，生物科开考时间改为下午4时45分，结束时间亦推迟五分钟。
考生在这场考试的成绩要达到C级或以上，才可上市区一级达标校和七县一中。
故《福州晚报》援引福州市教育局人士的话称：
|  | ‘小中考’是所有达标高中的第一项资格赛。 |

若“小中考”未考好，考生在初三还可通过报名获得一次补考的机会。

### 两次质检
在每年一月中旬与五月中旬，考生需要参加两次“初中毕业班质量检查”，简称质检。这是中考之前最后的全市统一组织考试，且完全模拟中考的形式。其中第二次的质检，在2017年以前是於四月中下旬举行，2017年改至五月。
质检结束后，福州教育学院组织网络统一改卷，以模拟中考网上评卷的形式，此举措起始于2012年。改卷采取双评制度——即若两位改卷者的评分超出误差值，就引入第三方评分。
之后，福州市中等学校招生委员会办公室会向全市公布福州市区市质检排名表。
质检成绩与结果既可暴露出学习复习中的问题，揭示下一阶段的复习方向；
又可作为中考结束后估分的重要参考依据之一。
中考试卷的难易度也会依据第二次质检的考生考试情况进行调整。
《福州日报》认为这场考试是“中考前最重要的一次考试”。

### 自主招生
仅一级达标校可自主招生。
第二次质检后的每年五月中旬参加自主招生的学校公布自主招生方案。随后，各校展开咨询会与报名工作。在此之后，自主招生测试才开始。由于2017年中考全省统考的时间改为六月下旬，第二次质检亦有所推迟。
故各高中自主招生首次在二检之前进行。自主招生考试的内容皆来自中考备考内容，但部分题目设置较新颖，总体难度比中考略高。
自主招生录取的学生会被安排在专门的班级里提前授课。
参加自主招生考试的考生一经录取，就不可以再参加中考。
| 单位：个（人）                                                       | 三中 | 师大附中 | 八中 | 福高 | 二中 | 四中 | 格致 | 外国语 |
| -------------------------------------------------------------------- | ---- | -------- | ---- | ---- | ---- | ---- | ---- | ------ |
| 2012年获考试资格                                                     | 500  |          |      | 248  |      | 296  |      |        |
| 2012年录取                                                           | 50   |          |      | 50   |      | 50   |      |        |
| 2013年获考试资格                                                     | 350  | 240      | 896  | 340  | 300  | 348  | 300  |        |
| 2013年录取                                                           | 100  | 50       | 300  | 50   | 50   | 50   | 50   |        |
| 2014年获考试资格                                                     | 376  | 400      | 900  | 110  |      |      |      |        |
| 2014年录取                                                           | 60   | 70       | 400  | 50   |      |      |      |        |
| 2015年获考试资格                                                     | 300  | 348      | 910  | 136  |      | 220  |      |        |
| 2015年录取                                                           | 100  | 71       | 400  | 50   |      | 50   |      |        |
| 2016年获考试资格                                                     | 200  | 418      | 745  | 150  |      | 200  |      | 110    |
| 2016年录取                                                           | 100  | 101      | 303  | 50   |      | 50   |      | 49     |
| 2017年获考试资格                                                     |      |          |      | 1400 |      |      |      |        |
| 2017年录取                                                           | 100  | 101      | 200  | 50   |      | 50   |      | 52     |
| 本表是動態列表，或許永遠不會完結。歡迎您參考 可靠來源 來 查漏補缺 。 |      |          |      |      |      |      |      |        |

福州市首次启动中考前自主招生政策於2012年，当时有福州三中、福州四中、福州高级中学参加。2013年，除去年的三校外，福建师大附中、福州八中、福州二中、福州格致中学四校亦参加，自主招生校达到七所。福州老八所一级达标校中除了福州一中，其余学校全部推出市区内自主招生计划。后来在2014年，福州二中、福州四中及福州格致中学退出自主招生。是年，福州四中的“鸿志班”变为在“提前批”志愿中招生。而2015年，四中“鸿志班”又由“提前批”调整为自主招生。次年，福州外国语学校亦加入自招。福州一中则一直以“追梦计划”在市区外自主招生。各校生源的地域性也很明显，例如三中“占据”鼓楼区，附中“占据”仓山区等。

### 普通文化科目中考
普通文化科目考卷命题工作，由福建省的教育专家及来自一线的各校优秀老师担当。其中有诸多老师具有多次的命题经验。在命题点内工作者须遵守保密规定，其中包括手机关机上交，所住房间被封条封住的的窗户不能打开——封条也不能拆开。命题点不提供互联网连接，但提供电视与书籍，且每日也会有报纸送来。接触题目者须被封闭至中考结束方可出场。2015年，命题组亦招募幾位已通过自主招生的初三学生，抵福州中考指挥中心，审其所出试卷。进入命题点后，参与审卷的学生辄援笔答各科之卷。期间，命题组老师观察学生一举一动——哪怕一迟疑一蹙眉，并记录考卷各模块完成时间。学生完卷后，老师会与其仔细交流，听取其意见，弥补些许问题。例如在2015年，参与审卷的学生完卷后提出，英语阅读理解第二篇偏难于第三篇，建议对调二者。其时的英语学科命题组组长认为“非常好”，遂依之。福州市中招办相关负责人认为，招學生審卷之举可令命题“更符合学生学情”。

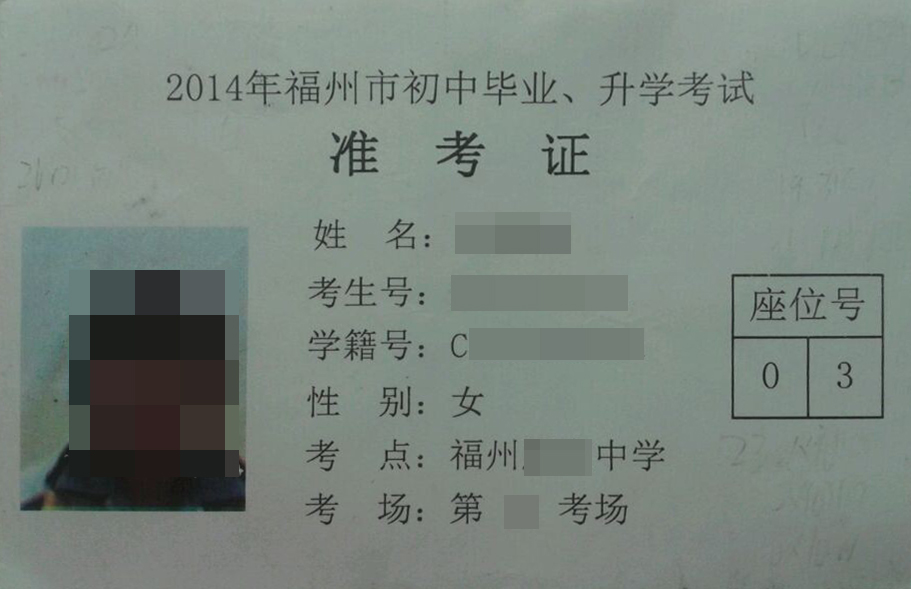
初中毕业、升学考试准考证

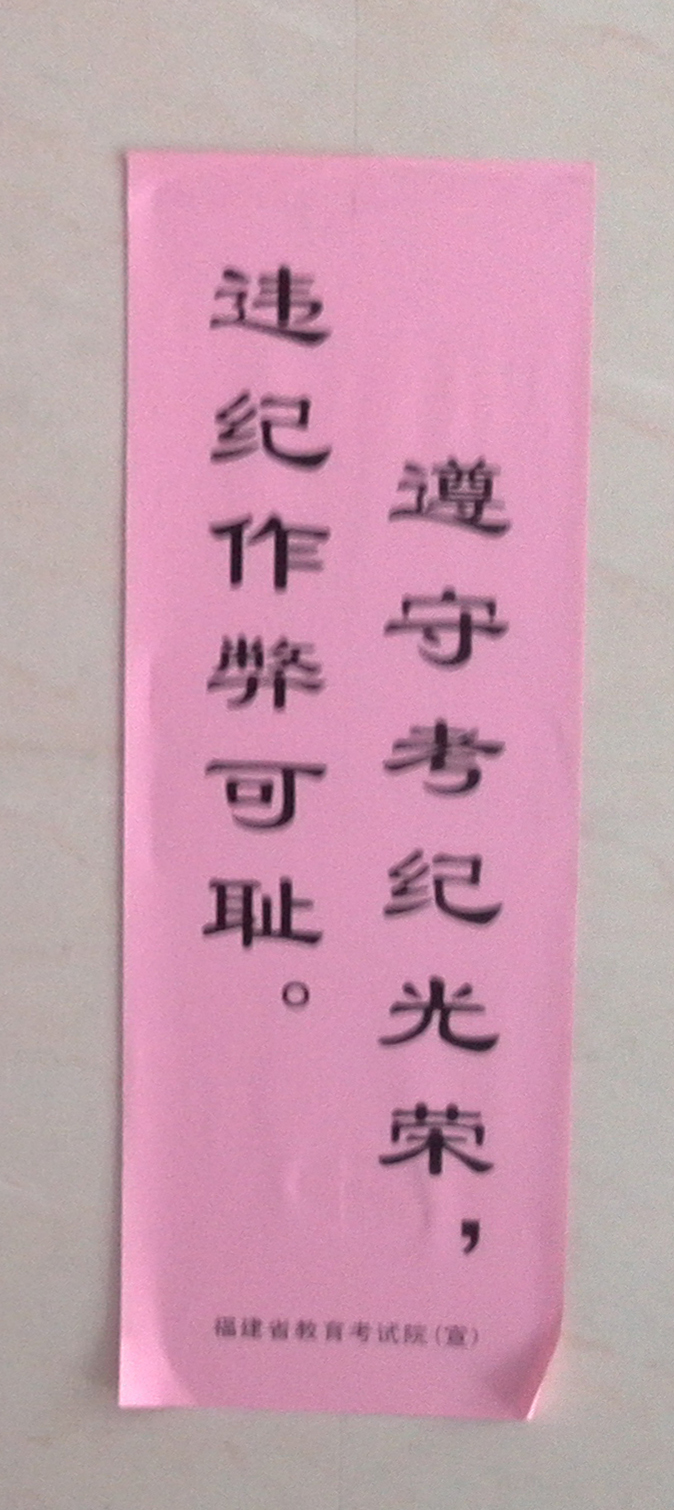
考场张贴的反作弊标语“遵守考纪光荣，违纪作弊可耻。”

在6月23日至25日，考生迎来中考的普通文化科目考试。考场布置要求同“小中考”。在考试前一天，学校会组织考生前去熟悉考点。在考生熟悉结束后、第一场考试之前，考点负责方划好考点禁区警戒线。在考试前，学校通常会采取一些措施鼓舞学生的士气：例如在2014年中考，福州延安中学将友校台北成功高中发来的写有“成功高中”四字的马到成功图置于校门口，以双关语祝考生“成功高中（zhòng）”；屏东中学、教育学院附中等校的老师则穿统一制服以鼓励考生；如是云云。
在这场考试中，考生若忘带或遗失准考证可先进场参加考试，只要在下场考试前考生必须将准考证送到即可。若准考证丢失，则需书面说明情况，向当地中等学校招生委员会办公室或学校申请补办，这项规定开始于2008年。
在2007年，答题卡条形码代替了从前的填涂准考证号，但考生不可以自行涂改准考证上的条形码。
考生带手机进场属违纪行为，哪怕无意或未开机。
进入考场后考生可先阅览考卷内容，但在考试开始的信号发出前不可以抢答，否则作为违纪处理。
如果无特殊的情况，考生离考场须交卷，并禁止再度进考场继续考试。若考生中途想上厕所，可以在考试开始30分钟后提出申请。若考生在考场发生晕场、疾病等情况，需通过机动监考员报告主考，而后决定坚持考试或退场治疗。若选择治疗，指挥和监督医疗组给予就地治疗或送至就近医院隔离治疗。
对于残疾考生，省教育考试院为其提供合理便利，此政策自2017年正式实施。具体包括：优先进场、单独标准化考场、专人引导等。行动不便的考生也可使用轮椅、助行器。听障考生可佩戴辅听设备助听，或免除外语听力考试。使用大号试卷的视障考生、上肢无法正常书写的考生，均可延长该科目规定考试时间时长的30％。如有需要申请提供合理便利的残疾考生，应在指定日期前提交正式书面申请。
由于福州市在2002年开始实施初中课程改革，
福州市曾一度分为包括鼓楼、台江、晋安、仓山、马尾、琅岐经济开发区六城区的“课改实验区”，与包括福州其他地区的“非课改实验区”；在2005年两个区除了地理、生物科外，使用不同的考卷。
次年，福州市仅剩下平潭、罗源二县未使用课改区考卷。
2007年，福州市全市完成课改，使用统一试卷。自2017年起，福州市使用全省统一的中考试卷。2017届毕业生只参加语、数、英、物、化、政、史七科目的省级统考，地理、生物考试犹使用2016年统考成绩。2018届及以后的毕业生则参与全部九门文化科的省级书面闭卷笔试。
至于文化科目中考的时间安排，在2007年以前，文化科目中考安排在每年的7月初，地理、生物毕业考则在6月29、30日；但2007年后，文化科中考时间提前了20天，即6月10日至12日，地理、生物则调整为6月3日——上午进行初二的地理、生物毕业考，下午为初三的地理、生物毕业重考。时任福州市教育局局长赵素文解释称，这样做是由于福州最后两个未实行课程改革的县——永泰与平潭——在2007年才可完成课程改革，改变考试时间可维护“课改一致性”，且6月份别的考试也比较多。2017年，因采用全省统一试卷导致复习时间紧张，文化科中考调整至23日至25日。在2014年之前，物理和化学考试分别在两个半天考，故中考总时间需要三天；但在2014年，考试时间由原来的三天减至二天半，化学物理考试被压缩在最后一天上午考，当天下午则安排了地理与生物考试。2017年，使用全省统一试卷後，中考各科考试时间也有所调整——英语改为下午，化学、物理二科改为第二天上午，历史、政治二科改为第三天上午，即如下表所示。
| 中考考试时间及安排 |                     |                                          |                                                                   |
|                    | 第一天              | 第二天                                   | 第三天                                                            |
| 上午               | 语文 （8:30-10:30） | 物理 （8:30-10:00） 化学 （10:45-11:45） | 历史 （8:30-9:30） 道德与法治、体育与健康理论知识 （10:15-11:55） |
| 下午               | 数学 （3:00-5:00）  | 英语 （3:00-5:00）                       | 地理（15:00—16:00） 生物（16:45—17:45）                           |

英语考试的听力测试在开考後的20分钟内进行。考生可于14时20分入场，最迟在14时45分入场，而不仅是进入校门；听力测试进行时禁止入场，这是为避免影响其他考生。2时45分至3时15分的迟到考生会被带至考点主考室，听力考试结束后方可进入考场参加英语科目考试。
听力考试过程中，若磁带无声或者放音不清晰，主考将启用备用听力磁带，从出现问题的前一道题开始播放；同时向福州市中等学校招生委员会办公室请求顺延考试结束时间。若听力考试出现了短时间无法解决之问题，主考则先组织考生进行其他部分的考试，其他部分的考试结束后再进行听力考试，并申请将考试结束时间顺延。2017年起，听力测试改用光盘播放系统。
在英语考试尚於中考第二日晨八点半开始的时候，考生入场时间曾为8时15分。2015年时，允许入场的时间提前至8时05分，即考前25分钟。歷史與化學科的開始考試時間，從2015年起，也各延遲十分鐘，考試結束時間亦各順延十分鐘。據《福州晚報》之說法，做這樣的調整是爲了把原來的監考人員發完試卷考生再入場，改爲考生入場后監考人員再發試卷。使發卷過程更公開、试卷更保密，考生亦可监督。化学考试的时长曾为60分钟，2017年缩减至45分钟。

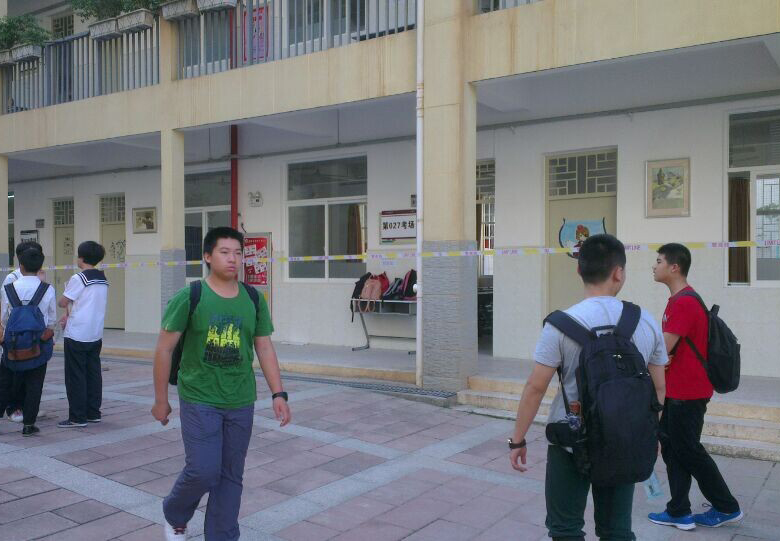
考生进入考点，在围着警戒线的考场外等待。
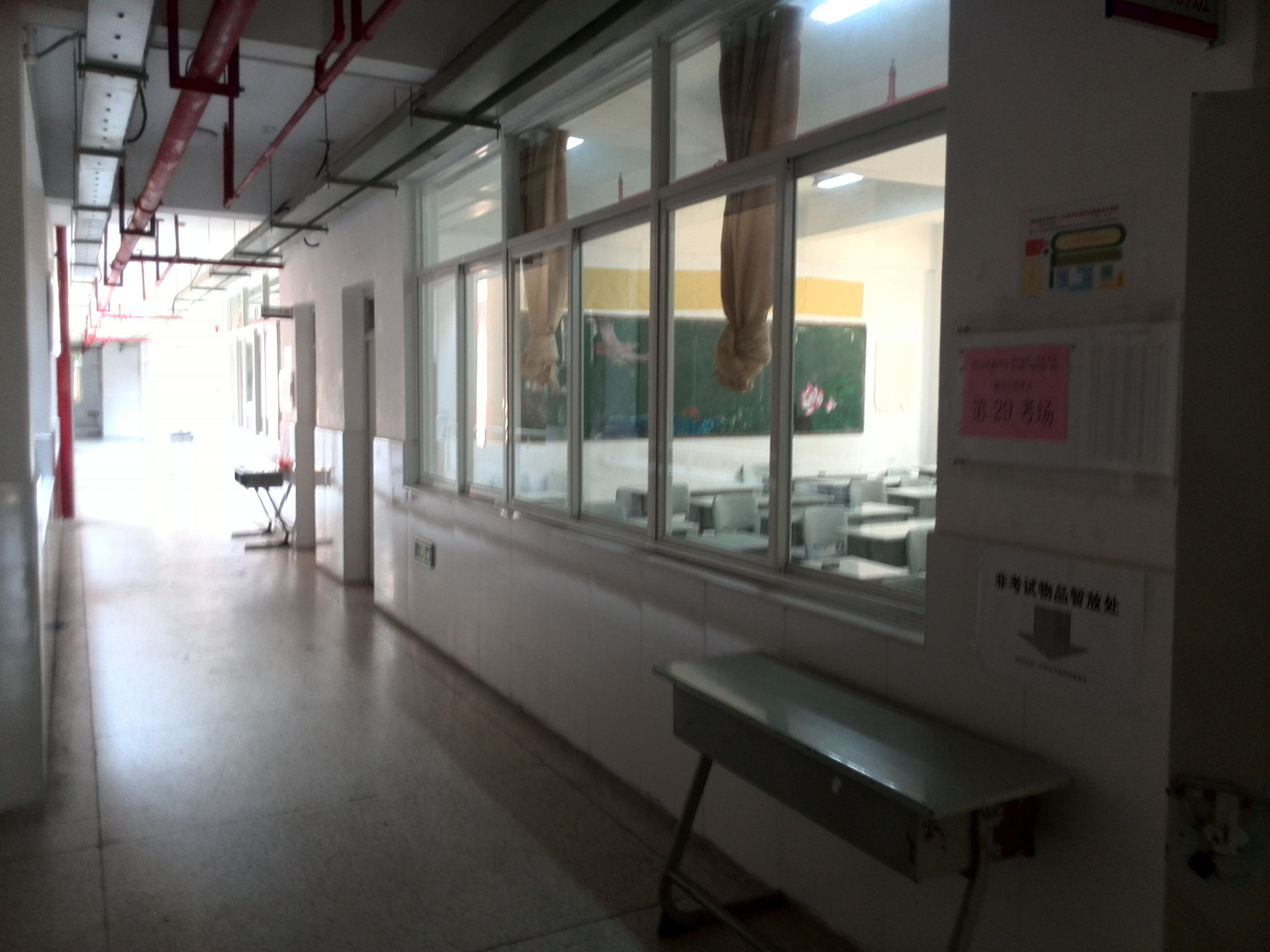
进入考场，开始考试。
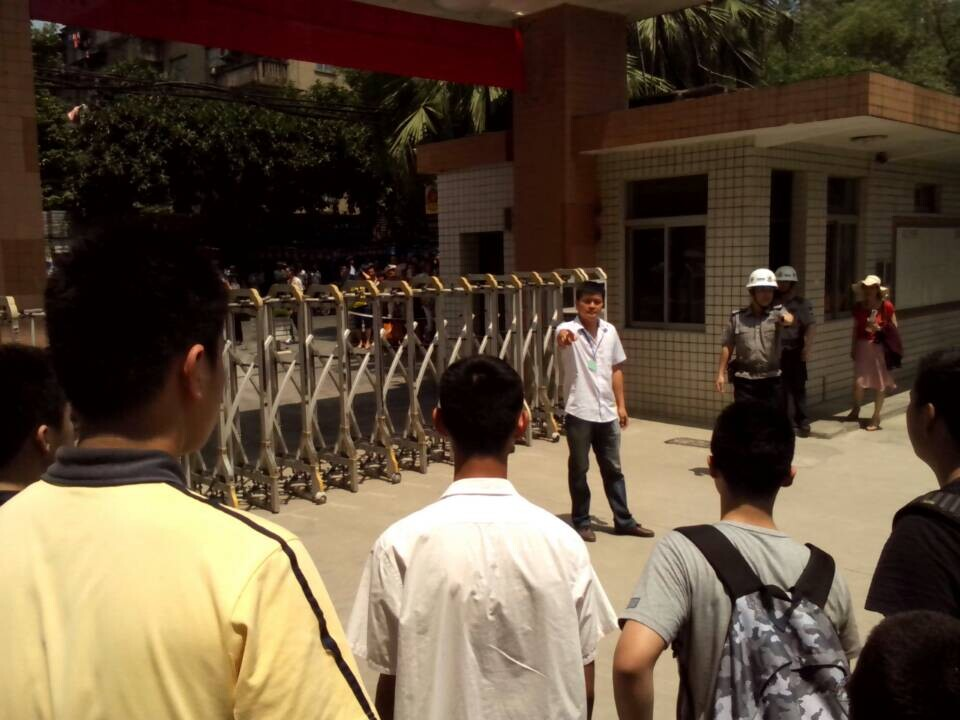
考试结束，等待校门警戒线撤下以离开考点。
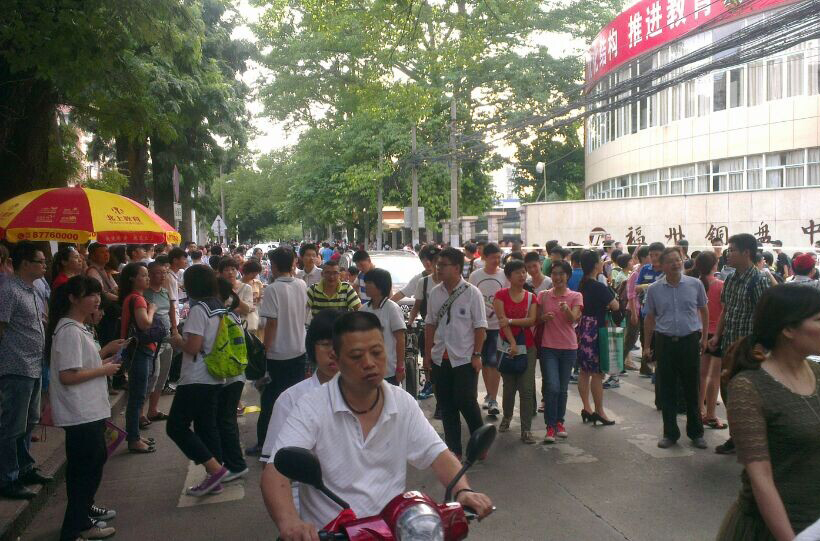
考生与在外等候的家长离开考点。

### 填报志愿

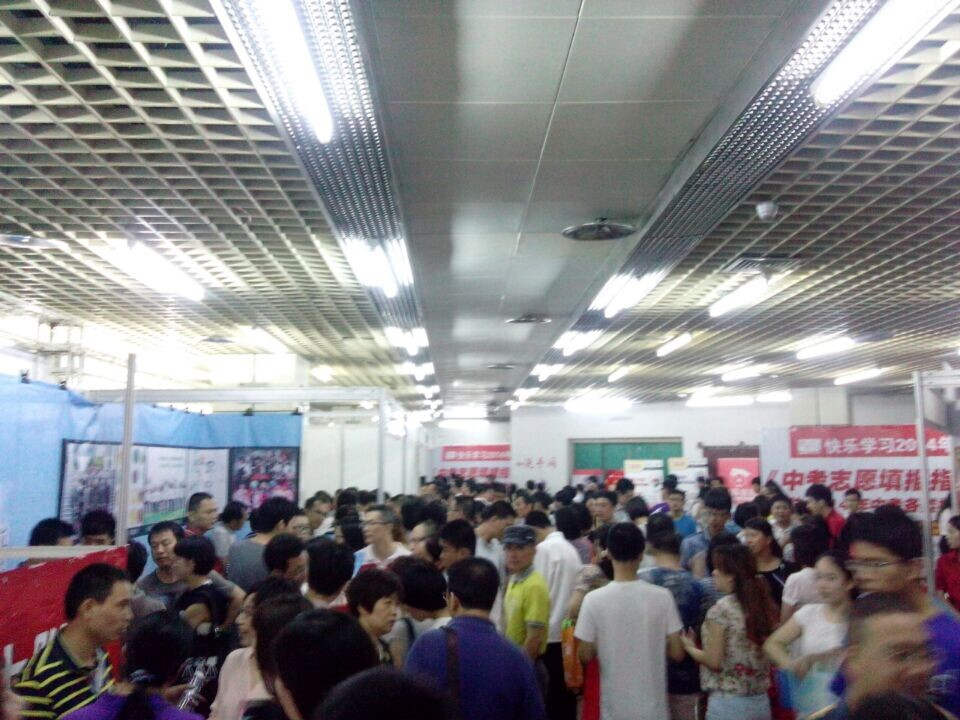
一场中招填报志愿咨询会，由福州市中等学校招生委员会办公室主办

中考结束后，估分填报志愿阶段开始。中考试卷和答案也会被第一时间公布，以助估分。但此时公布的答案没有“评分细则”。考生需要在指定的日期前向学校上交志愿表，这样学校才有足够的时间在填报志愿系统关闭前上传本校考生的志愿。考完试再填志愿的政策起始于2007年。志愿批次分为提前批、第一批、第二批、第三批。提前批即五年制师范类高等职业院校、福建师范大学附属中学空飞班、普通高中的体育艺术特色班。这一批次设二个志愿，五年制师范类高职与普通高中不可以兼报。第一批则为普通高中（包括公立与私立），设有五个志愿；第二批为五年制高职，设三个志愿；第三批则为中等职业学校，设下三个志愿。凡需要面试的各类学校或专业，原则上应报该批次的第一志愿。各县（市）考生在第一批报考福州一中与福建师大附中，必须报第一志愿。
在这时各式各样的咨询会也会被举办，福州市中等学校招生委员会办公室甚至也会主办咨询会。福州市中等学校招生委员会办公室有关负责人曾于《海峡都市报》表示，填报志愿要遵循七个基本原则：明确考生市质检成绩排名；了解自己在就读学校的位次；估分，了解自己发挥情况——或正常、或超常、或失常，酌情修正自己位次；了解往年普通高中录取线；若几所学校的水平相同，则选择离家近的，这样可减轻高中三年在路上所消耗的时间；填志愿时，靠后面的志愿要比前一个志愿录取线略低；若家长与考生志愿相冲突，家长应尽可能尊重考生意愿。

### 批改查询与录取

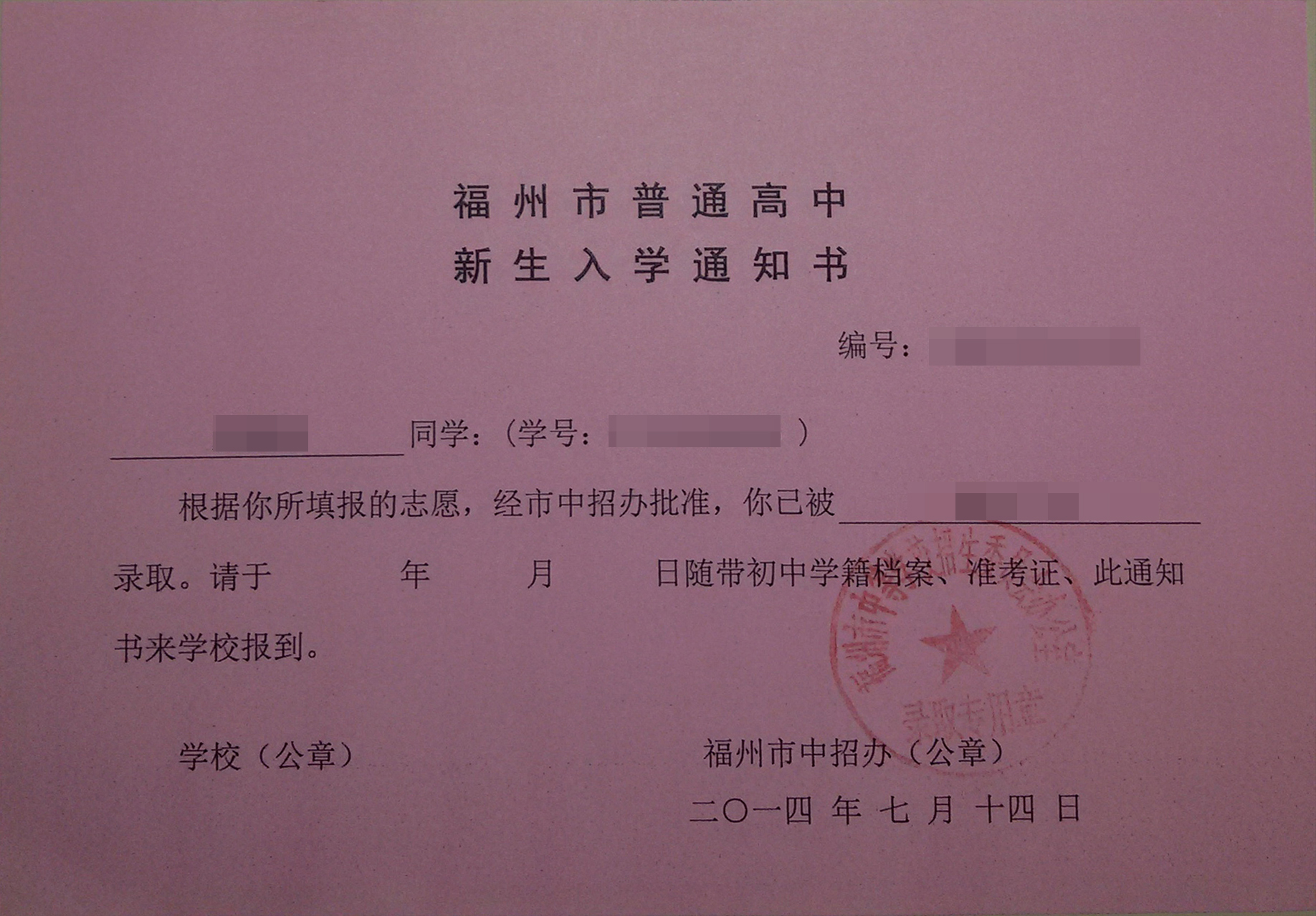
福州市普通高中新生入学通知书

志愿表上交后的第二天，中考改卷工作开始，通常会持续几天。福州教育学院组织网络统一改卷，改卷采取双评制度——即若两位改卷者的评分超出误差值，就引入第三方评分。网上评卷始实行于2006年。首先，各学科评卷组会从众试卷中随机挑选上千份样卷，试改它们，并对其答题情况加以研究，最终制定出统一的“评分细则”。而上文被随机选出的试卷，也会重新与其他未被选中的试卷一起，接受正式的网上评卷。评卷结束后，还有评卷复核环节。如所有模块成绩得0分的、学科成绩差异比较大的，都要进行复核。而后，各地中等学校招生委员会办公室及中学下载成绩单，考生返校领成绩单。在此之后，各高中学校录取工作开始。
首先进行的是提前批学校招生。招生为期约一日。根据高职院校提前公布的录取方法和考生志愿，学校在最低投档控制线以上（含控制线本身）择优录取。若未招满，且未事先设定最低录取线，投档线还可降低。
而后，福州达标普通高中招生工作展开。招生计划分为统招正取生和定向生。其中定向生制度开始于2008年，它将此前在教育领域实行多年的保送生制度取而代之。统招正取与统招择校都在市区内进行招生；而对于定向生的选定则在各初中校内单独进行。考生可以先参加高中校的正取录取，而后是定向录取。一个学校若连定向生都招不满，剩余的招生指标将再变回正常缴费生指标，是为“定转统”。至于高分保护线，又称“普高第一条线”。它是根据一类校普通班招生计划的75%划定。分数在线上的考生，即使五个志愿都填一级达标校，也能保证被录取。
在2015年之前，如果以上分数线考生都没达到，就将参加择校录取，缴纳择校费。但由于2012年5月，教育部等七部委发布意见，要求三年内取消公办普高招择校生；是年始，福州中考择校生招生比例逐年下降。2014年，择校生名额尚占总计划的9%，而2015年始，择校生直接取消。而因此故，定向生的比例被提高。2014年时，定向生比例已有45.5%，2015年该比例提至50%。
省一级达标校和七县（市）一中对除语文、数学、英语外的文化科目等级有要求，如下：综合素质等级要求为良以上，含良；学校考查科目合格；思想品德、物理、化学、历史、生物、地理六门成绩达到C级以上，含C；福州市区省一级达标校和七县（市）一中体育成绩为B级以上（含B），其他七县（市）省一级达标学校体育成绩为C级以上（含C）。省二级达标学校（不含各县一中）的要求是：综合素质等级评定合格以上；学校考查科目合格；体育、思想品德、物理、化学、历史、地理、生物七科中，只能有1科是D等。省三级达标学校的要求是：综合素质等级评定合格以上；学校考查科目合格；体育、思想品德、物理、化学、历史、地理、生物七科中，只能有2科D等。这样的标准从2014年开始执行，比往年的标准有所降低。而在“提前批”招生中，非艺术类专业要求考生综合素质等级评定良（含良）以上，其他条件按五年制高职条件录取。
部分考生在满足一定条件后，可以被“注意录取”。如烈士子女享受20分加分照顾，现役军人子女加10分，台商子女享受加10分照顾等等。
| 年份                          | 2009  | 2010  | 2011  | 2012  | 2013  | 2014  | 2015  | 2016  |
| ----------------------------- | ----- | ----- | ----- | ----- | ----- | ----- | ----- | ----- |
| 市区普高招生数 面向市区及八县 | 15150 | 11857 | 13000 | 13704 | 14369 | 14804 | 14872 | 15058 |
| 老八所招收 定向生人数         | 1613  | 1773  | 1791  | 1873  | 1800  | 1918  | 2119  | 2161  |

经过以上流程后，未被任何一所学校录取者可参加8月初的福州中招供需见面会，与招生学校面对面沟通。在2017年的中考时间调整之前，见面会曾举办於7月末。见面会前，市中招办会为之復放指标。如在2016年，中招辦为此会发布了3.5萬個招生指標——中職校2.9萬许，五年制专科学校1016個，普通高中4597個。会后他日，考生到原中考報名點——原初中學校或縣（市）區中招辦，網上填報志願。最终由各类招生学校自主按学校投档、专业条件要求网上录取。其中首日普通高中招生，次日五年制高职招生，最后一日中职学校招生。

## 考试内容
福州中考内容分为普通文化科目考试、体育考试、实验或技术考查。

### 普通文化科目
普通文化科目包括语文、数学、英语、物理和化学；以及思想品德、历史、地理和生物。其中前七者在九年级考试，后两者在八年级考试。计算投档分时，总分后小数点保留一位小数，小于0.25的小数整成0；大于或等于0.25并且小于0.75的小数整成0.5；大于或等于0.75并且小于1的小数整成1。时间安排与分值见下表。
| 科目 | 语文    | 数学    | 英语    | 物理                | 化学                                   | 政治       | 历史       | 地理       | 生物       | 脚注                                                    |
| ---- | ------- | ------- | ------- | ------------------- | -------------------------------------- | ---------- | ---------- | ---------- | ---------- | ------------------------------------------------------- |
| 时间 | 120分钟 | 120分钟 | 120分钟 | 90分钟              | 60分钟                                 | 90分钟     | 60分钟     | 60分钟     | 60分钟     | [ 96 ] [ 95 ]                                           |
| 形式 | 闭卷    | 闭卷    | 闭卷    | 闭卷                | 闭卷                                   | 闭卷       | 闭卷       | 闭卷       | 闭卷       | [ 126 ] [ 127 ] [ 128 ] [ 129 ] [ 130 ] [ 131 ] [ 132 ] |
| 分值 | 150分   | 150分   | 150分   | 100分               | 100分                                  | 100分      | 100分      | 100分      | 100分      | [ 133 ] [ 95 ]                                          |
| 备注 |         |         |         | 按照得分60%计入总分 | 卷面成绩先换算成百分制 再按40%计入总分 | 换算成等级 | 换算成等级 | 换算成等级 | 换算成等级 | [ 註 4 ] [ 135 ] [ 125 ] [ 95 ]                         |

语文
语文考卷的出题依据与参考为教育部制订的《全日制义务教育语文课程标准》，以及当年《福建省初中学业考试大纲（语文）》，此外结合福州市初中语文教学的实际情况命题。考卷考察常用字词、常见语病、修辞手法、指定古诗文、名著及语言运用、文言文阅读、现代文（包括议论文或说明文，及记叙文）阅读题、写作。考卷易中难的比例为8:1:1。
数学

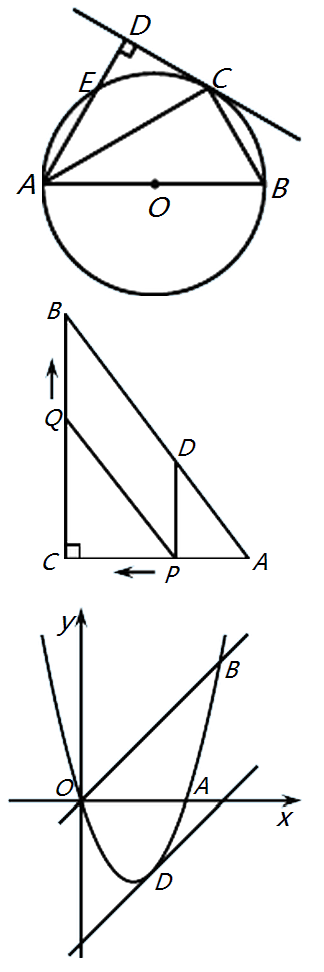
2012年福州中考数学考卷倒数三道题目的配图

数学考卷的出题依据与参考为教育部制订的《全日制义务教育数学课程标准（实验稿）》、当年《福建省初中学业考试大纲（数学）》、福州市所使用的人教版全日制义务教育数学课程标准实验教科书，此外结合福州市初中语文教学的实际情况命题。考察方向有数与代数、空间与图形、统计与概率、课程学习。试卷题目难度分为容易、中等及稍难，比例为8:1:1。题型分为：四选一型的单项选择题；可直接写结果的填空题；要写出过程或按要求作图的解答题。解答题中，包括作图、证明、计算、应用题。2004年开始，根据福建省教育厅的相关文件精神，福州市教育局允许考生在考数学科时携计算器入考场。惟2017年之后，计算器不再允许被带入。
英语

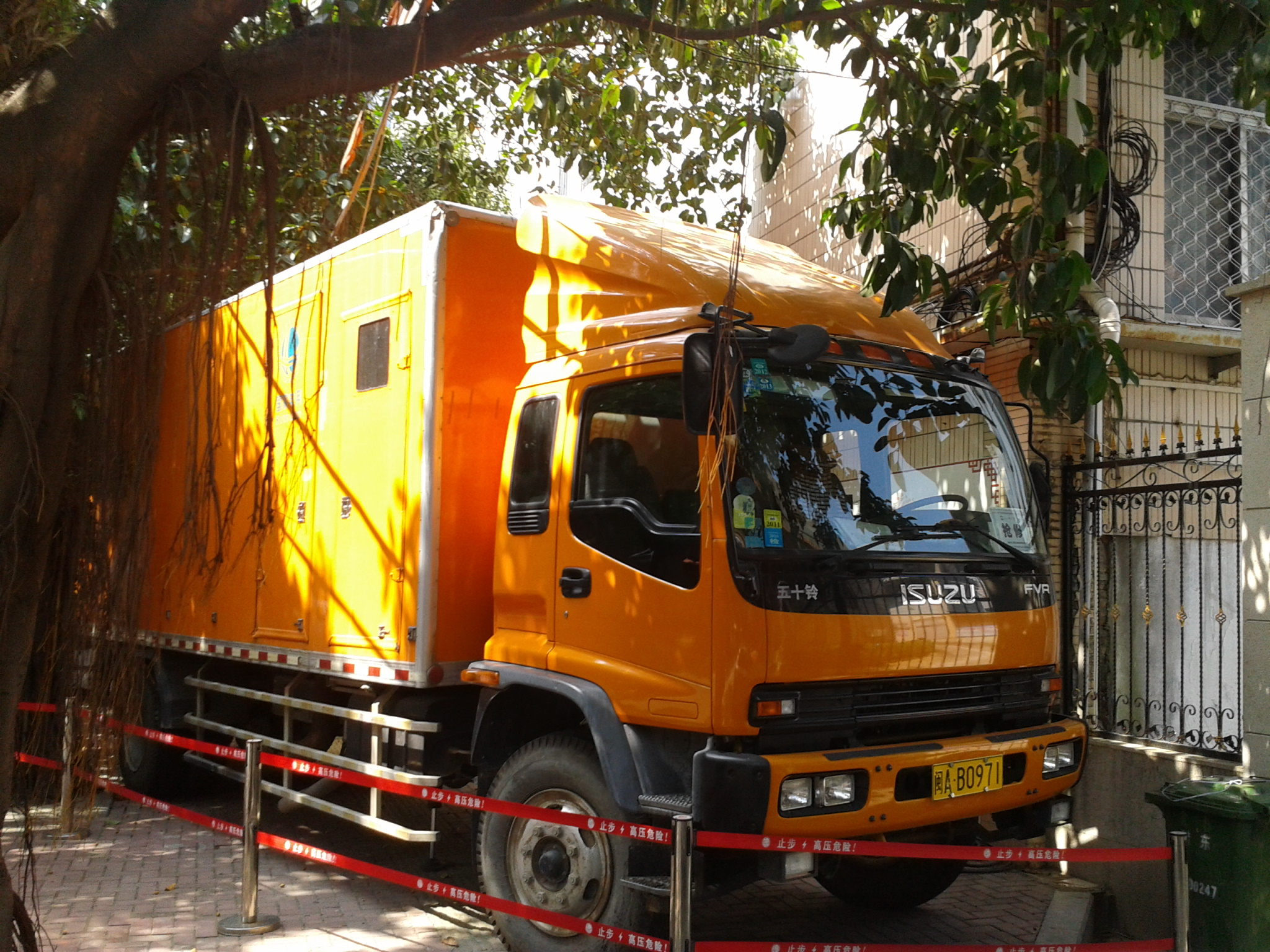
图为一辆国家电网供电车，该车用以在考点突然停电时及时供电，确保考试顺利进行。

英语考卷的出题依据与参考为教育部制订的《英语课程标准》、当年《福建省初中学业考试大纲（英语）》，考查学生综合运用语言能力。考察内容为《英语课程标准》附录部分的语音项目表、语法项目表、功能意念项目表、话题项目表、词汇表所涉内容。题目分听力与笔试两部分，而笔试部分考单选题、补全对话、完形填空、短文阅读、完成句子、作文。听力部分分值共计占总分20%。
物理
物理考卷的出题依据与参考为《义务教育物理课程标准》、当年《福建省初中学业考试大纲（物理）》，并结合福州市初中物理教学实际命题。考察内容为力学、声学、光学、热学、电磁学，其中力学与电磁学所占比例分别为第一第二。题型分为四选一的单项选择、填空、作图、简答、实验探究、计算题。2005年至2017年十二年间，计算器在物理科考试被允许带入考场。
化学
化学考卷的出题依据与参考为《全日制义务教育化学课程标准（2011版）》、当年《福建省初中学业考试大纲（化学）》、科粤版《初中化学课程标准实验教科书（九年级上、下册）》，并结合福州市初中化学教学实际命题。考察内容包括科学探究、身边的化学物质、物质的化学变化、化学与社会发展。题型分为单项选择题。填空与简答、实验与探究、计算与分析。2005年至2017年十二年间，计算器在化学科考试被允许带入考场。化学考试卷面满分曾为100分，在计算考生中考总分时，再按40%折算。2017年起，卷面分改为75分，计算总分时先换算成百分制，再以40%折算。
思想品德
思想品德考卷的出题依据与参考为教育部颁布的当科《课程标准》。考试范围为《全日制义务教育思想品德课程标准（实验稿）》七至九年级部分内容及指定时期的国内外重大时事政治。考试形式为开卷考。考生可携带人教版《义务教育课程标准实验教科书·思想品德》七至九年级课本，及中宣部时事报告杂志社出版的《时事（时事报告初中生版）》进入考场。
历史
历史科于2005年首次列入中考，考卷的出题依据与参考为教育部制订的《全日制义务教育历史课程标准（实验稿）》、《福州市初中毕业会考与高中招生考试说明（历史）》与当年《福建省初中学业考试大纲（历史）》，结合福州初中历史教学实际进行命题。考试内容涵盖中国历史、世界历史。具体范围为按照《全日制义务教育历史课程标准（实验稿）》编写的人教版《中国历史》七至八年级四册、人教版《世界历史》九年级二册，及福州历史相关内容。考试为开卷考，可携带教科书及正规出版社出版的书籍。

### 体育考试
福州市所有参加初中毕业升学考试的学生皆须参加体育考试，不论应届者抑往届者。体育考试中，考生可从以下项目中选取三项考试。
| 项目             | 备注                  |
| ---------------- | --------------------- |
| 必考类（二选一） |                       |
| 中长跑           | 男生1000米，女生800米 |
| 游泳             |                       |
| 必考类（三选二） |                       |
| 50米跑           |                       |
| 立定跳远         |                       |
| 实心球           |                       |
| 一分钟跳绳       |                       |
| 引体向上         | 仅男生参加            |
| 斜身引体         | 仅女生参加            |
| 一分钟仰卧起坐   |                       |
| 抽考类（三选一） |                       |
| 篮球运球         |                       |
| 足球绕杆         |                       |
| 排球             |                       |

中考体育考试三类以及《体育与健康基本知识》考试总分共计40分，其中体育与健康基本知识占4分，身体素质与运动技能占36分。《体育与健康基本知识》考试与中考《道德与法治》科目同场合卷进行，单独一个模块，考试时间合计为100分钟，即原《道德与法治》考试时间为90分钟，增加《体育与健康基本知识》考试时间10分钟。　根据福州市中招细则计分方法，考试成绩得分相加后保留小数点后一位数为最后得分，小数点后一位数计算方法为：小数点后的数字小于0.25分（不含0.25分）不予计算；大于或者等于0.25分，小于0.75分，计为0.5分；大于或者等于0.75分，计为1分。。残疾或丧失运动能力的、有严重疾病无法参加体育考试的考生可申请免考，成绩按B级认定。因临时伤病（包括女生例假）不可按时参加体育考试的考生可以申请缓考。在考试过程中若出现了意外的事故，考生可以申请该项目当场补考一次；若当时被认定确实不能继续考试，亦可申请缓考该项目。在2005年以前，体育成绩计入中考总分，这项制度曾在2005年终止，自2021年起，体育中考成绩再次计入中考总成绩。。
在所有项目中，游泳于2014年首次被纳入。该年考试中仅10%考生选择游泳项目，其中福州屏东中学与延安中学参加考生最多，这是由于之二所学校有校内泳池。游泳过程中可停下休息，但不可在水中行走、拉泳道线、穿戴辅助工具，快到终点时用手碰池壁即可。
考场水池恒温27℃，分为八个赛道，每个赛道由两名考官负责计时。首次考试标准较为宽松，故八成考生拿满分，仅二人未及格或弃考。自纳入中考项目开始，游泳曾是唯一一个设在五月的考察项目，这是出于水温的考虑。2017年，该考试改到4月下旬进行。
而50米短跑在2013年以前是唯一的必考项目，2013年，学生可在50米短跑和中长跑中任意选择一项作为必考项目；2014年，50米短跑首次变为选考项目。

### 实验或技术考查
实验技术考查包括英语口语、信息技术、物理化学生物实验技能、综合实践等科目。其中除了综合实践于每年4月考查，其余科目考查时间皆在每年5月。生物实验技能与信息技术考查于初二进行，其余科目在初三进行考查。
英语口语测试题包括：据实际情况答问题、朗读单词、词组和短文以及看图说话。试卷分A卷与B卷，采用两位评委考一位学生的测试形式。成绩分合格与不合格。
信息技术课程考查成绩由作品创作考查、平时学习成绩两项构成，满分为100分，其分值比例分别为70%、30%。作品创作考查方面有作品内容、技术应用、版面呈现以及创新能力。综合成绩评定分为两个等级：合格与不合格。
物理实验技能考查要求正确使用仪器，独立完成实验操作，尝试对实验调整或改进，并得出正确结论；实验操作考试的时间由命题组决定，一般控制在15分钟左右；成绩分合格与不合格。化学实验技能考查的设计根据福州市九年级化学实验课的开设情况，同时要考虑考查的安全性及可操作性，再由各学校根据本校情况从指定的实验中选取几个考查。每个学生实验小组抽签选取一个进行实验。成绩评定主要从实验方案设计、实验操作和实验习惯三个方面进行，其中实验操作为重点。生物实验技能的成绩评定主要从实验规范操作和实验结果两个方面进行，实验操作技能重点考查。时间为15分钟，据实验操作步骤依次给分，并由监考老师填写评定结果和总分。综合实践则主要考查劳动与技术教育、研究性学习、社会实践与社区服务三个领域。每位考生在初中阶段必须参与五个以上主题或项目的实践，才能算合格。其中七、八年级每学年至少两个主题或项目，九年级至少一个。五个主题中至少三个要是劳动与技术教育的指定内容。

## 考试影响

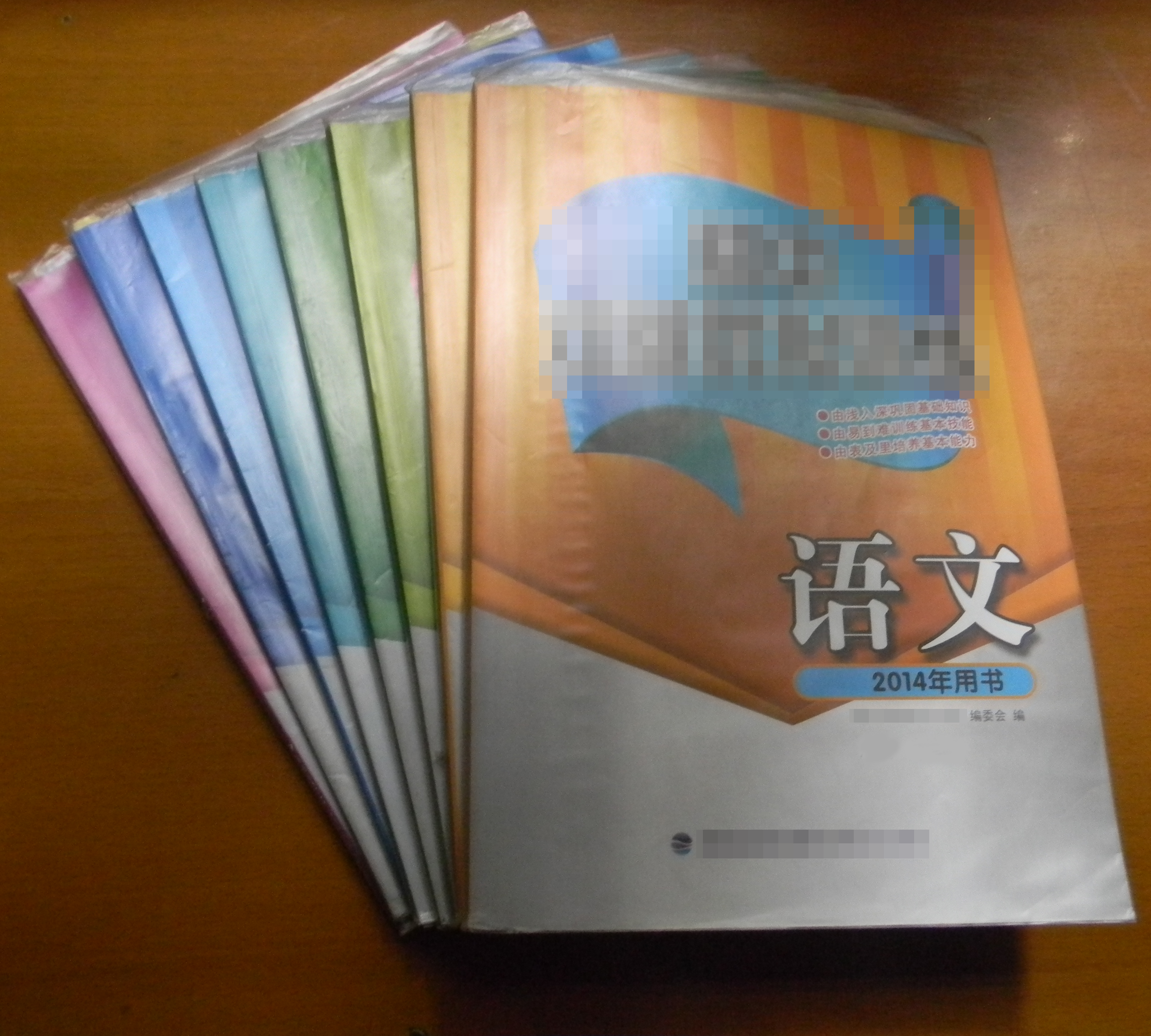
参加中考的考生忙于应付各种教辅备考材料

部分学校在初三上学期就赶着将新课教完，以给总复习留时间，导致部分考生不在学习状态且效率低，进而身心疲惫并产生学习倦怠。福州格致中学鼓山校区心理教师黄晓夏认为这是普遍状况。
有的考生很努力，却未达到预期效果，从而“乱了阵脚”。
由于期望值太高、担心考不上理想高中、担心父母失望同学看不起等等，临考前，许多考生会过度焦虑。这表现为吃不下饭、睡不着、想逃避、惶惶不可终日等。进而导致注意力与记忆力下降，判断力受制，考试时想不起答案甚至冒冷汗、手抖、频繁想方便等问题。
由于高强度的复习，部分考生在临考前的总复习期间处于学习疲劳的状态，影响到复习进度，以至于需要自我调节来恢复自己体力。
这场中考不仅对考生有影响，对其家长亦然。在考生熬夜迎考时，家长往往陪读，又给小孩送茶水点心，一边关心孩子一边又避免施加压力。在中考进行的那几天里，时值炎炎夏日，考生在考场内考，家长在考场外“烤”。有些有工作的家长为此不惜请假。有的考生家并不在市区，其父母往往提前两天到市区，在考场附近住下，以提前适应考试气氛，获理想成绩。考完试，考生和家长又要劳心劳力，等成绩、估分数、填志愿以及跑咨询会和高中。若孩子成绩不理想，有的家长会只顾自己心理感受责备自己的孩子，而给其造成思想负担。

## 考试争议

### 计算器使用争议
2004年始，根据福建省教育厅的相关文件，福州市教育局允许考生在考数学科时携不具备编程及记忆功能的计算器入考场。2005年，这一做法扩展至数学、物理、化学三科。然而福建高考的数理化考试却不允许带计算器。《海峡都市报》报道称，初中毕业生计算能力偏弱，已成为高中老师普遍反映的问题；而很多反对使用者认为，只有中考取消计算器的使用，才可助学生找回计算能力，适应高中学习及高考。是故有高中生家长认为中高考政策冲突，对考生不利。有家长进而认为，中高考对待计算器的政策要“一刀切”，要么都允许，要么都禁止。福州时代中学物理教研组组长郑祖直认为，在教学与考试中使用计算器“很有必要”，并称若福建高考也允许使用计算器，就不存在初高中衔接问题。而福建省内各地对计算器携带与否的要求也不尽相同。2013年，福建省教育部门着手对“中考要不要继续使用计算器”的问题调研；福州市教育部门也于当年末称，将收集多方的意见，并于调研的基础上判断是否修正政策。2015年，福州中招委会议提出，从2017年起，福州中考数理化三科停止执行“可携带不具备编程和记忆功能的计算器”的政策。

### 对书写分的争议
2012年的中考语文考试说明中，5分的书写分被增加。字迹工整并有明显练字痕迹的学生，才能得满分。部分考生及家长认为这样“不公平”“矫枉过正”，部分家长还担心会因课外补习班“盯上”书写课而产生负面影响。而福州市三十六中语文老师吴昌榕认为，增加书写分只是希望在电脑越来越普及的当今世界，学生能重视书写和传承传统文化。

### 自主招生争议
自主招生本意为探索建立对某些方面具有特殊天赋或潜能学生的录取办法。但在2013年，学校纷纷加入自主招生后，考生负担加重；有的学校并未新增招生计划，仅仅将正常招生计划切出一部分用以自主招生；《海峡都市报》认为这样“不符合自主招生的意义”。在2014年，福州市教育局重新规范自主招生的政策，减少了参与学校。

### 照顾加分争议
2012年中考加分照顾对象新增现役或病故军人、烈士、因公牺牲者子女等。有市民向福州市便民呼叫中心诉求，认为“分值过大”，要“保证审核公开公正”。福州市教育局则回应称：“福州是全国双拥模范城，素有拥军优属的优良传统，已夺得全国双拥模范城七连冠。”因此，福州市双拥办协调各部门后，加分的政策被制定出来。教育局还称相应的审核程序也被制定，并欢迎社会监督。

## 条目注释
1. 1 2  七县，指福州市下辖的长乐市、福清市 、永泰县、闽清县、连江县、闽侯县、罗源县七县。平潭属综合实验区，不算在内。七县一中，即指该七县各自的“第一中学”。
2. 1 2 3  老八所一级达标校，即指福州一中、福州三中、福州师大附中、福州格致中学、福州八中、福州二中、福州四中、福州高级中学八所一级达标学校。福州屏东中学亦为一级达标校，但它是之后被评上者，故不“老”。[72][73]
3. ↑  例如2014年老八所一级达标校[註 2]普通班招4226人，75%则为3170人。那么市区第3170名考生的中考成绩就是高分保护线。[97]
4. ↑  换算成等级的方式是：A等级85-100分，B等级70-84.5分，C等级60-69.5分，D等级0.5-59.5分，缺考和成绩0分的不记等级。[134]

## 延伸阅读
- . 海峡教育报 (1700-1702) (福州: 福建日报报业集团). 2014-03-13  [2014-06-16]. CN35-0016. （原始内容存档于2016-03-04）.
- 李建芳. . 福建日报报业集团 (福州: 海峡都市报). 2015-06-13  [2015-06-13].
- . 时事(时事报告初中生版). 2013–2014, (1-6)  [2014-06-16]. （原始内容存档于2014-07-14）.